# KkStB 1083
Die kkStB 1083.001 war eine elektrische Lokomotive der k.k. Staatsbahnen (kkStB). Sie war für die Bedienung der Schleppbahnen der Lokalbahn Zartlesdorf–Hohenfurth–Lippnerschwebe vorgesehen.

## Geschichte
Die Lokomotive wurde 1912 von den Österreichischen Siemens-Schuckert-Werken (elektrische Ausrüstung) und von Ringhoffer (mechanischer Teil) in Prag-Smichov für die in Südböhmen gelegene Hohenfurther Elektrische Lokalbahn (H.e.L.) gebaut. Die H.e.L. reihte das Fahrzeug mit der Nummer 51 in ihren Bestand ein. Als die kkStB im Juli 1912 den Betrieb der Lokalbahn und damit auch deren Fahrzeuge übernahm, erhielt die Lokomotive die Nummer 1083.01. Wegen ihrer geringen Leistung kam sie nur auf den Schleppbahnen und als Rangierlokomotive zum Einsatz, den Streckendienst übernahmen die vergleichsweise leistungsstarken Triebwagen der Reihe 22.0.
Nach dem Ersten Weltkrieg verblieb das Fahrzeug auf seiner Stammstrecke, kam daher in den Besitz der neu gegründeten Tschechoslowakei und wurde von der ČSD als E 200.001 bezeichnet. Nach der Angliederung des Sudetenlandes an Deutschland im Herbst 1938 geriet auch die Hohenfurther Elektrische Lokalbahn unter die Verwaltung der Deutschen Reichsbahn und die Lokomotive wurde nun als E 174.01 bezeichnet. Nach dem Zweiten Weltkrieg gelangte die Lokomotive wieder in den Bestand der ČSD.
Die ČSD musterte das Fahrzeug 1956 aus, nachdem die Strecke wegen des Baus des Moldaustausees Lipno umfassend modernisiert und auf eine Fahrleitungsspannung von 1500 V umgebaut wurde.